# Arthur Schopenhauer
Arthur Schopenhauer, född 22 februari 1788 i Danzig (nuvarande Gdańsk), död 21 september 1860 i Frankfurt am Main, var en tysk filosof.
Schopenhauer doktorerade vid universitetet i Jena och var därefter verksam som författare och privatlärare. Hans huvudverk är Världen som vilja och föreställning (Die Welt als Wille und Vorstellung, 1819; 8:e upplagan 1891, svensk översättning 1916 och 1992).

## Biografi
Schopenhauer växte upp i Hamburg och sattes tidigt i handelsskola av fadern, som var en förmögen grosshandlare. Sommaren 1800 begav sig hela familjen ut på en lång resa genom Centraleuropa. Fadern ville att den unge Arthur skulle läsa i "världens bok" och inte bara i skolböcker. Ännu en lång resa genom Europa tog den unge Schopenhauer till bland annat England och Frankrike. Schopenhauer förmåddes mycket mot sin vilja att i början av 1805 ta anställning på ett handelskontor i Hamburg. Redan i april samma år begick dock fadern självmord.
Schopenhauer lämnade därefter kontorsplatsen och ägnade sig under åren 1809–1811 åt studier vid Göttingens universitet, där särskilt skeptikern Schulze, författare till Aenesidemus, utövade inflytande på honom genom rådet att i första hand studera Immanuel Kant och Platon. Mellan 1811 och 1813 studerade Schopenhauer vid Berlins universitet, där emellertid Fichtes filosofi inte motsvarade hans förväntningar. Sedan han på avhandlingen Über die vierfache Wurzel des Satzes vom zureichenden Grunde (1813; 3:e upplagan 1864) promoverats till doktor i Jena, vistades han en tid hos modern i Weimar där han uppmärksammades av Goethe. Schopenhauer beundrade å sin sida Goethe och var anhängare av dennes färgteori. Det var också i Weimar som Schopenhauer för första gången kom i kontakt med indisk filosofi.
När förhållandet mellan Schopenhauer och hans mor, som aldrig hyst några ömmare känslor för sonen, blev alltmera spänt, flyttade sonen 1814 till Dresden och ägnade sig där åt studier och författarskap. Det första resultatet av detta arbete, Über das Sehen und die Farben (1816; 3:e upplagan 1869), hade han sänt Goethe i manuskriptform. Denne svarade först efter en lång väntan, vilket avslöjade att han kände sig obehagligt berörd av de avvikelser som Schopenhauer gjort från Goethes egna åsikter, trots att de var ense i grunduppfattningen. 

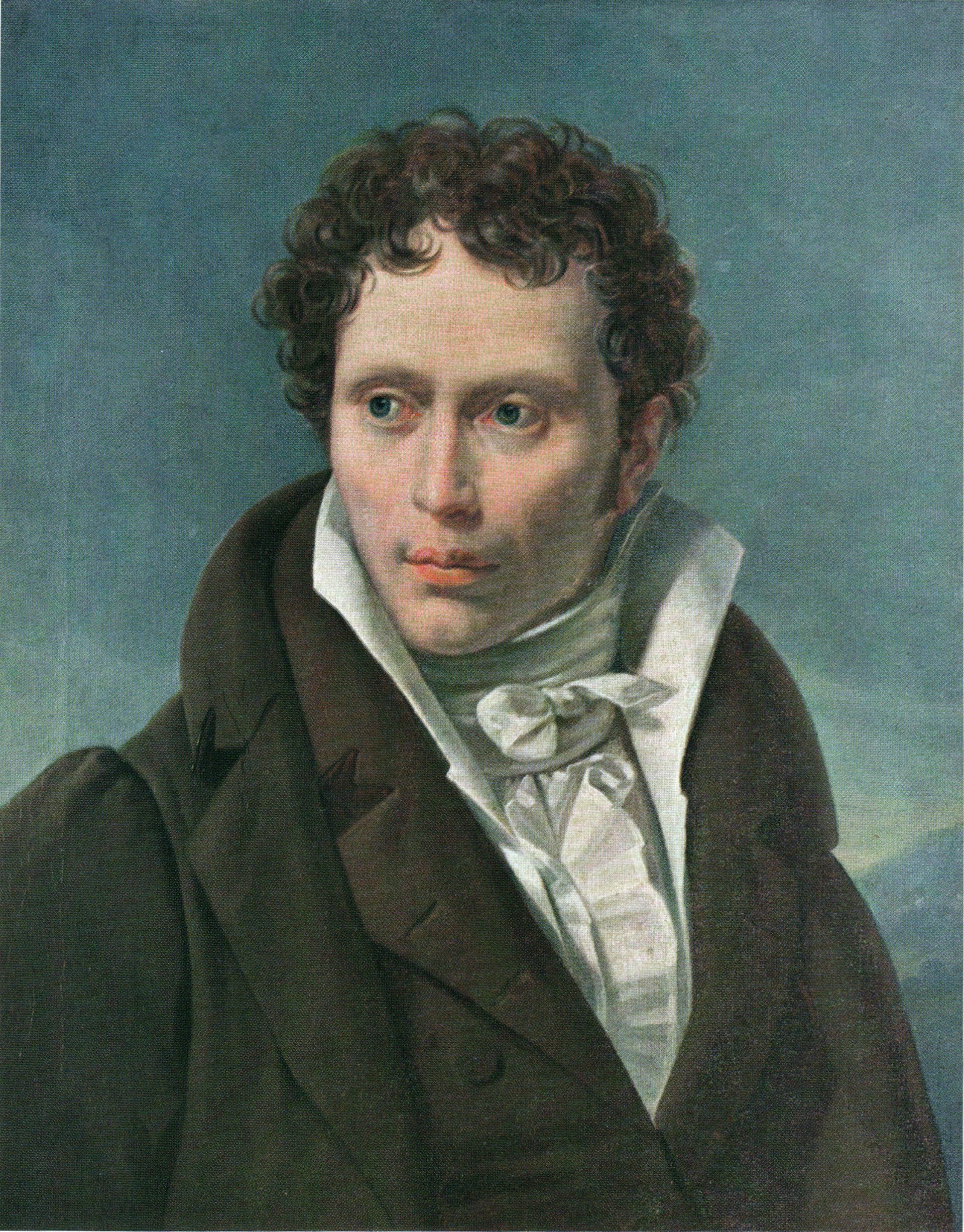
Arthur Schopenhauer 1815.

Tre år senare hade Schopenhauer sitt huvudverk färdigt: Die Welt als Wille und Vorstellung (1819; 8:e upplagan 1891, svensk översättning 1916), i vilket han framställde ett helt nytt filosofiskt system. Åren 1818–1819 företog han en resa till Italien. Vid denna tid deltog han i en affärstransaktion på ett sätt som satte hans mor och syster i fara att förlora vad de ägde, men varigenom han tryggade sitt. Med sina närmaste hade han därigenom brutit för alltid. 
Efter en provföreläsning och en disputation med Friedrich Hegel blev Schopenhauer 1820 privatdocent vid universitetet i Berlin. Under 24 terminer stod hans namn i föreläsningskatalogen, men han föreläste bara en enda termin och då inför endast nio åhörare, eftersom han medvetet förlagt sin undervisning till samma timmar som Hegel. Efter en ny resa till Italien 1822 och vistelse än i Berlin, än i Frankfurt am Main, än i Mannheim slog han sig 1833 ned i Frankfurt för gott, av omgivningen betraktad som en underlig ensling och länge inom sig bittert lidande av att samtiden inte skänkte hans filosofi någon uppmärksamhet.
Schopenhauer, som ansåg sig vara tidens störste tänkare, kunde inte förklara denna likgiltighet annat än som följden av en nedrig förföljelse från universitetsfilosofernas sida, "som ej lever för filosofin, utan av filosofin". Å sin sida ägnade han dem ett förakt utan måtta. För att om möjligt tilltvinga sig uppmärksamhet framställde han i mera sammanträngd och ännu påtagligare form sina grundtankar i den lilla skriften Über den Willen in der Natur (1836; 3:e upplagan 1867). Sitt med pris belönade svar på Norske videnskabernes selskabs prisfråga om viljans frihet (1837) och sitt inte (bland annat på grund av opassande uttryck om några av tidens mest ansedda filosofer) belönade på Det Kongelige Danske Videnskabernes Selskabs prisfråga om moralens grund (1838), offentliggjorde han under den gemensamma titeln Die beiden Grundproblems der Ethik (1841; 2:a upplagan 1860). 
Alltsedan sin första italienska resa hade Schopenhauer vant sig vid att ständigt skriva ned sina tankar i anteckningsböcker. De omfattande tillägg han skrivit till Die Welt als Wille und Vorstellung föranledde en ny upplaga av verket i två band 1844, dock efter stor tvekan hos förläggaren, som inte gav något författarhonorar. Men tilläggen till huvudarbetet växte, och Schopenhauer utgav dem under titeln Parerga und Paralipomena (biverk och överblivet; 2 band 1851, 7:e upplagan 1891; urval har utkommit i svensk översättning: "Tankar och fragment af Schopenhauers filosofi", 1908, 2:a upplagan 1914; "Om döden och det odödliga", 1912). Den i förra delen införda samlingen "Fragment till filosofiens historia" avslutar Schopenhauer med några uttalanden om sin egen filosofi, bland annat att man en gång skall finna all annan filosofi "flack". 

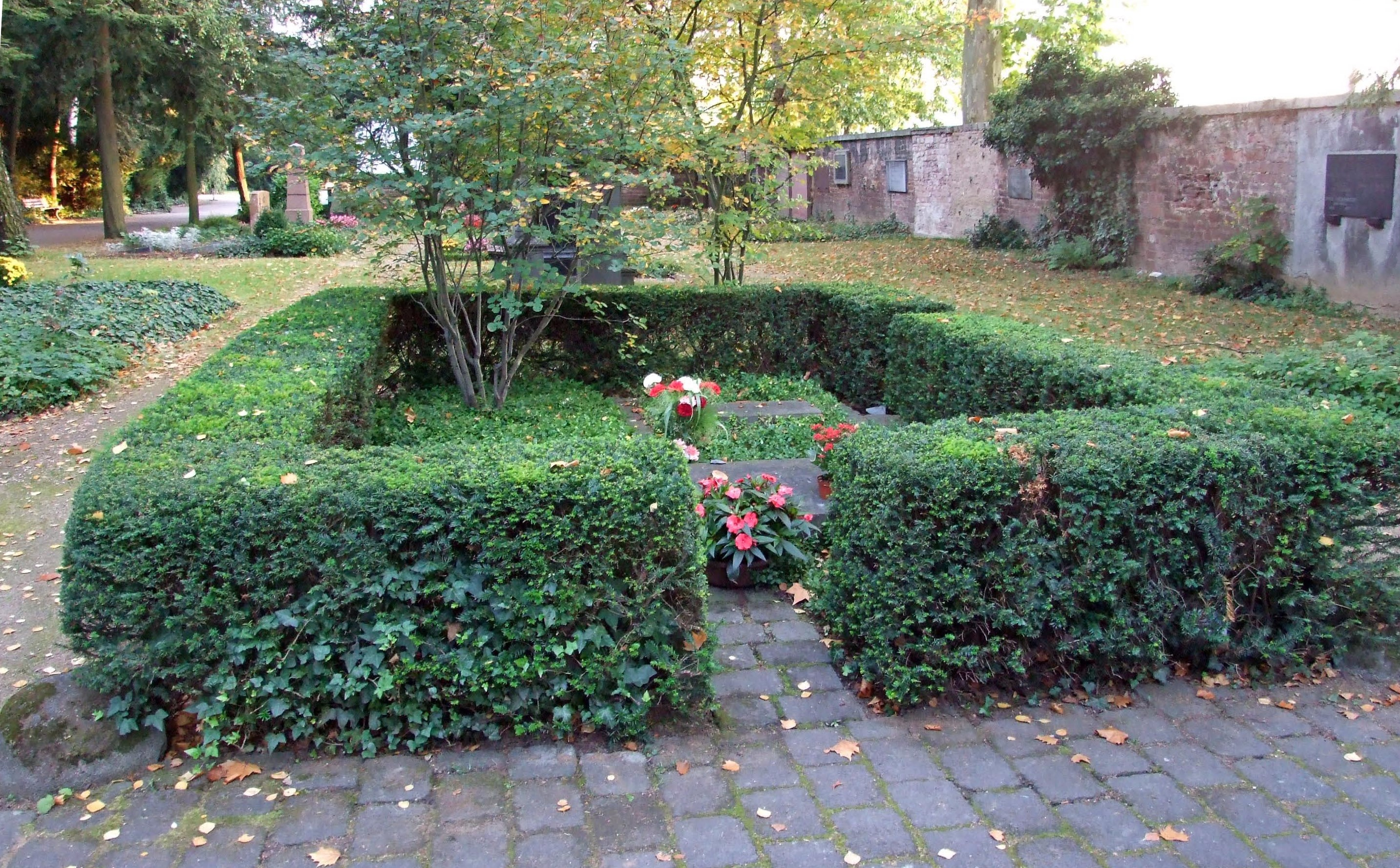
Schopenhauers grav i Frankfurt am Main.

Den samtida "universitetsfilosofin" utsätter han i en följande uppsats för det bittraste hån, stundom i oöversättliga okvädingsord. I Aphorismen zur Lebensweisheit lämnar Schopenhauer anvisningar rörande konsten att göra livet så angenämt och lyckligt som möjligt. Andra delen innehåller en samling korta aforismer, än filosofiskt djupsinniga, än sprudlande av kvickhet. Ännu hade han emellertid så litet lyckats vinna uppmärksamhet att han endast genom sin vän Julius Frauenstädts ansträngningar lyckades få en förläggare för detta sitt populäraste verk. Reaktionen efter 1848 års misslyckade revolution beredde dock marken för Schopenhauers pessimism, och mot slutet av sitt liv njöt Schopenhauer av en ständigt stigande berömmelse. 
Schopenhauer blev efter sin död filosofen på modet och utövade ett stort inflytande på de bildades livsåskådning. Någon filosofisk skola av betydelse har han emellertid inte grundat. Starkt inflytande har Schopenhauers filosofi utövat på Eduard von Hartmann, Friedrich Nietzsche, Ludwig Wittgenstein, Sigmund Freud och E.M. Cioran.
Schopenhauers grav återfinns på Hauptfriedhof i Frankfurt am Main.

## Filosofi
Schopenhauer hade som uttalat mål att utveckla Immanuel Kants transcendentala idealism och korrigera dess felaktigheter. Han ansåg därför att man vid läsningen av hans böcker behövde vara införstådd med Kants idéer. De som läst och förstått Kant liknades av Schopenhauer vid blinda som genomgått en starroperation, och hans eget syfte var att "sätta ett par starrglasögon i handen på dem, på vilka denna operation utfallit lyckligt". 
Kants största förtjänst var, enligt Schopenhauer, att han en gång för alla klargjort distinktionen mellan fenomenet och tinget i sig, med andra ord konstaterat att erfarenhet aldrig kan vara oberoende verklighet. Men till skillnad från Kant menade Schopenhauer att tinget i sig inte kunde vara orsak till fenomenet, eftersom orsakssamband endast kan finnas i fenomenvärlden. Det rör sig istället om en helt annan relation, om två sidor av världen som betingar varandra ömsesidigt (vilket för övrigt framgår av titeln på hans huvudverk). Som fenomen betraktat är världen en föreställning, men som ting i sig betraktad är den vilja.
Världen som vilja och föreställning inleds med orden "Världen är min föreställning". Detta ska förstås som att den värld jag upplever är ett objekt för mig som subjekt, och att den därmed endast kan existera subjektberoende, eftersom ett objekt som uppfattas förutsätter ett subjekt som uppfattar det. Enligt Schopenhauer är objekt och föreställning samma sak, och till världen som föreställning räknar han även de "inre" upplevelserna såsom tankar, känslor, minnen etcetera. 
Liksom Kant hävdar han att vår kunskap, det vill säga vår direkta kunskap, är begränsad till fenomenvärlden. Men medan Kant talar om fjorton former för möjlig kunskap eller erfarenhet (två åskådningsformer och tolv förståndskategorier) reducerar Schopenhauer dessa till tre: tid, rum och kausalitet. Eller, i en annan mening, enbart kausalitet.
För Schopenhauer är den fenomenella – eller materiella – världen de tidsliga, rumsliga och kausala relationernas värld. Allting förändras och påverkar vartannat inbördes. Att något är ett fenomen innebär att det har en viss relation till andra fenomen: att det har en bestämning i rummet (ett visst läge), att det har en bestämning i tiden (en viss ordning i successionen), och att dess existens i och med detta påverkar övriga fenomen eller framträdelser. Materia, fenomen och kausalkraft är därmed i själva verket samma sak. 
Av alla objekt i fenomenvärlden är det endast mig själv som jag känner inifrån. Därför är det endast genom bekantskapen med mina egna förhoppningar, farhågor, reaktioner, strategier etcetera som jag kan bilda mig en uppfattning om andra varelsers subjektsida. Och genom att förstå vad det är som ytterst driver mig, som får mig att framhärda trots allt, som får mig att kämpa för min egen överlevnad, kan jag också få en liten aning om den kraft som ligger bakom inte bara människornas handlingar, utan bakom alla strävanden och all utveckling i universum.
Schopenhauer menar att ursprunget till fenomenvärldens oändliga mångfald, där allting endast existerar relativt, är en absolut och oföränderlig enhet, som kan beskrivas som en vilja. Detta får emellertid inte missförstås; det rör sig inte om viljan efter ett motiv som hos människan, vilken endast är en av viljans objektiveringar, utan om en fullständigt opersonlig, obetingad och blind vilja. Denna representerar hos Schopenhauer det kantianska tinget i sig. 
Fenomen eller materia är för Schopenhauer detsamma som vilja i objektiverad form, och varje rörelse i det materiella (antingen det gäller ett moln som förändras eller människa som handlar) är därmed samtidigt en viljeakt. Trots att viljan som ting i sig är fri (i betydelsen självständig) är var och en av dess företeelser bunden av det kausala i sitt väsen. 
När viljan objektiverar sig gör den inte detta planlöst, utan enligt vissa bestämda former som kan ordnas hierarkiskt. Schopenhauer talar om olika grader av viljans objektivering, där den lägsta graden utgörs av de allmänna naturkrafterna, och de högre i tur och ordning av den oorganiska materien, växterna, djuren och oss människor. Dessa objektiveringsgrader ser han som identiska med Platons idéer och som det mellanliggande ledet då viljan gör sig sina föreställningar. Genom att vi människor har den högst utvecklade förmågan till självmedvetande och reflektion, utgör vi viljan i dess mest objektiverade form. 
Genom vår unika förmåga att föra resonemang och abstrahera, kan vi fjärma oss från det beteende som livsviljan driver oss till; vi kan till och med gå så långt som till att negera den livsvilja som utgör grunden i vårt väsen. När en individ inte längre gör någon egoistisk åtskillnad mellan sig själv och andra, betraktar han som sina allt levandes lidanden. Från det ögonblicket vänder sig viljan bort från livet och dess njutningar, vilka framstår som fullkomligt tomma. Häri finns en påtaglig likhet mellan Schopenhauers filosofi och buddhismen.
Vad som i själva verket sker då viljan som ting i sig objektiverar sig i ett oändligt antal företeelser, av vilka var och en kämpar för att få just sin subjektiva vilja fram – är att denna vilja bekämpar sig själv, med ett ständigt lidande som följd. Och allt detta i förhoppningen om att nå en varaktig lycka, en slutgiltig tillfredsställelse på toppen av alla strävanden. 
Men detta är en illusion, menar Schopenhauer. Ty den lyckokänsla man kan uppleva då ett mål har uppnåtts är bara tillfällig. Efter en kort tid avlöses den av frustration över andra och högre mål som man ännu inte uppnått, och så börjar ens strävanden om på nytt. Allt medan man trampar på andra varelser och existensformer, i tron att det finns ett absolut skillnad mellan det egna subjektet och de andra subjekten. 
Men denna individuationsprincip finns enligt Schopenhauer bara i fenomenvärlden. Tinget i sig är endast ett, och genom att inse detta kan vi förstå det illusoriska och rentav destruktiva i viljebejakandet. Som den enda av viljans företeelseformer har vi människor det förnuft som krävs för att förstå vår existens, och därmed också inse dess intighet.

## Utmärkelser
Asteroiden 7015 Schopenhauer är uppkallad efter honom.